# Rozier-Côtes-d’Aurec

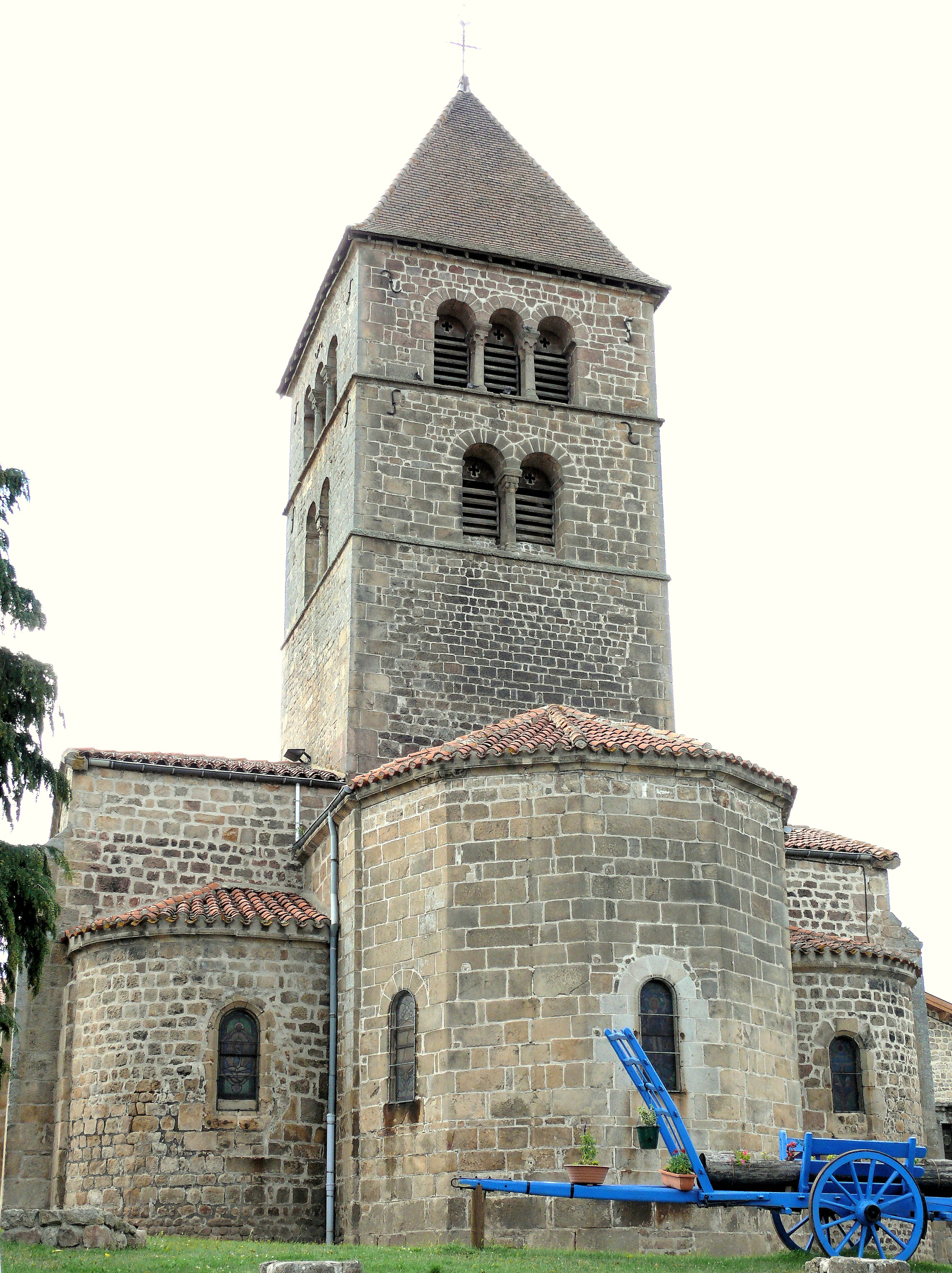
Kościół w Rozier-Côtes-d’Aurec, 2009

Rozier-Côtes-d’Aurec – miejscowość i gmina we Francji, w regionie Owernia-Rodan-Alpy, w departamencie Loara.
Według danych na rok 1990 gminę zamieszkiwały 264 osoby, a gęstość zaludnienia wynosiła 19 osób/km² (wśród 2880 gmin regionu Rodan-Alpy Rozier-Côtes-d’Aurec plasuje się na 1364. miejscu pod względem liczby ludności, natomiast pod względem powierzchni na miejscu 850.).